# 경국대전 권3
경국대전 권3(經國大典 卷三)은 서울특별시 종로구, 국립고궁박물관에 있는 조선시대의 목판본 책이다. 2007년 7월 13일 대한민국의 보물 제1521호로 지정되었다.

## 개요
경국대전은 최항(崔恒)·노사신(盧思愼)·서거정(徐居正) 등이 왕명을 받들어 세조 때 편찬에 착수해서 몇 차례의 수정과 증보를 거쳐 1485년(성종 16)에 완성하여 반포한 조선조의 통치체제(統治體制)의 대강을 규정한 기본법전이다.
경국대전은 처음 찬집이 시작된 이래 4차의 편찬과 수정을 거쳐 1485년 을사대전(乙巳大典)으로 완성을 보았으며, 이후부터는 수정과 증보를 가하지 않고 영세불변(永世不變)의 법전으로 준행하도록 하였다.
그 결과 현전(現傳)하는 경국대전은 판본의 차이는 있으나 대부분 을사대전을 모태로 한 것이다.
그런데 이 책은 1470년(성종 1) 11월에 인반(印頒)하고 1471년 신묘(성종 2) 정월부터 준행된 신묘대전(辛卯大典)을 초주갑인자(初鑄甲寅字)로 인출(印出)한 권3의 예전(禮典)에 해당되는 부분으로 현존하는 「경국대전」 중 가장 오래된 것이다. 따라서 조선시대 법제사 연구와 서지학 연구에 귀중한 자료적 가치가 있다 하겠다.

## 같이 보기
- 경국대전
- 신묘대전
- 초주갑인자

## 참고 자료
- 경국대전 권3 - 국가유산청 국가유산포털